# Domaine de Yanagimoto
Le domaine de Yanagimoto (柳本藩, Yanagimoto-han) est un domaine féodal japonais de la période Edo. Son quartier général se trouve dans ce qui est à présent la ville de Tenri, préfecture de Nara.

## Liste de daimyos
- Clan Oda, 1615-1871 (tozama daimyo ; 10 000 koku)

1. Naonaga
2. Nagatane
3. Hidekazu
4. Hidechika
5. Shigezumi (Shigetoshi)
6. Hideyuki
7. Nobukata
8. Hidekata
9. Nagatsune
10. Hidetsura
11. Nobuakira
12. Nobushige
13. Nobuhiro

## Source de la traduction
- (en) Cet article est partiellement ou en totalité issu de l’article de Wikipédia en anglais intitulé « Yanagimoto Domain » (voir la liste des auteurs).